# Paweł Moczydłowski
Paweł Janusz Moczydłowski (ur. 8 września 1953 w Gostyninie) – polski socjolog, kryminolog, publicysta i urzędnik państwowy, pułkownik Służby Więziennej. W latach 1990–1994 kierował Centralnym Zarządem Zakładów Karnych w Ministerstwie Sprawiedliwości.

## Życiorys
Ukończył studia w zakresie nauk społecznych na Uniwersytecie Warszawskim. W 1987 uzyskał w Instytucie Socjologii UW stopień doktora nauk humanistycznych na podstawie pracy pt. „Drugie życie” w instytucjach totalnych: o sposobach wglądu w sekrety stosunków międzyludzkich (promotorem był Jacek Kurczewski).
W latach 1977–2001 pracował w Instytucie Profilaktyki Społecznej i Resocjalizacji, a następnie w Instytucie Stosowanych Nauk Społecznych UW. W latach 80. był uczestnikiem prac Centrum Obywatelskich Inicjatyw Ustawodawczych Solidarności. W 2002 został wykładowcą w Szkole Wyższej Towarzystwa Wiedzy Powszechnej.
Od 1990 do 1994 zajmował stanowisko dyrektora generalnego i dyrektora Centralnego Zarządu Zakładów Karnych w randze pułkownika Służby Więziennej. Zasiadał w Zespole Doradczym ds. Reformy Systemu Bezpieczeństwa Państwa w Ministerstwie Spraw Wewnętrznych (1990) oraz w Komisji ds. Reformy Prawa Karnego w Ministerstwie Sprawiedliwości (1991). Był także doradcą w Kancelarii Prezydenta RP w okresie prezydentury Lecha Wałęsy (1995).
W wyborach parlamentarnych w 1993 bez powodzenia ubiegał się o mandat poselski w okręgu warszawskim z listy Bezpartyjnego Bloku Wspierania Reform. Od 1995 związany z sektorem pozarządowym. W latach 1995–1999 stał na czele Stowarzyszenia Penitencjarnego „Patronat”. Zasiadał także w radzie politycznej Ruchu Stu. W 2000 zajął się prowadzeniem własnej działalności konsultingowej. Współpracował z Open Society Institute jako ekspert ds. więziennictwa w Azerbejdżanie (1999), Mongolii (2000), Tadżykistanie (2000–2001), Kirgistanie (2000–2004) i Gruzji (2000–2004).

## Odznaczenia
W 2011 został odznaczony Krzyżem Kawalerskim Orderu Odrodzenia Polski.

## Publikacje
- Protesty zbiorowe w zakładach karnych, Warszawa 1986
- „Drugie życie” w instytucji totalnej, Warszawa 1988
- Collective Protests in Penal Institutions, Oslo 1990 (współautor)
- Drugie życie więźnia, Opole 1991, Warszawa 2002
- The Hidden Life of Polish Prisons, Bloomington 1992
- Kariera strachu. Bezpieczeństwo publiczne w Polsce, Warszawa 2004[7]